# Sofista
Sofista is een door de Nationale Bank van België ontwikkelde software die dient om jaarrekeningen op te maken en te valideren in de vorm van een gestructureerd databestand.
Het maakt gebruik van de XBRL-taal die de elektronische communicatie van financiële data wereldwijd moet stroomlijnen. De NBB was een der eersten die het systeem opnam in april 2007 en verplicht invoerde voor de neerlegging van jaarrekeningen.